# Sophia Alice Callahan
Pour les articles homonymes, voir Callahan.
Sophia Alice Callahan, née le 1er janvier 1868 et morte le 7 janvier 1894, (Muscogee) est une romancière et enseignante. Son roman, Wynema, A Child of the Forest (1891) est considéré comme « le premier roman écrit par une amérindienne ». Choquée par le massacre de Wounded Knee, dans la réserve indienne de Pine Ridge, qui a eu lieu environ six mois avant la publication de son livre, Callahan a ajouté un compte rendu de ce massacre et de la danse fantôme du Lakota de 1890 à son livre dans le premier traitement fictif de ces sujets.
C'était peut-être "le premier roman écrit en Oklahoma", qui était à l'époque le Territoire Indien. Callahan a écrit un roman romantique, mais elle avait aussi clairement l'intention d'écrire de ce qu'on a appelé un "roman de réforme", identifiant de nombreux torts subis par les Amérindiens dans la société américaine.
Après avoir été découvert à la fin du XXe siècle, le roman a été réimprimé en 1997. Il a fait l'objet d'études savantes.

## Biographie
Sophia Alice Callahan est née à Sulphur Springs, Texas, en 1868, d'un père culturellement Muscogee et métissé, d'ascendance Creek et européenne, et d'une mère blanche, fille d'un missionnaire méthodiste. Son père, Samuel Benton Callahan, était un huitième Muscogee-Creek et s'est inscrit dans la tribu. Il a perdu son père lors de la déportation des Amérindiens vers le territoire indien dans les années 1830, lorsque l'aîné est mort au cours du voyage. La mère de Sophia était Sarah Elizabeth Thornberg.
Samuel Callahan était le rédacteur en chef de l'Indian Journal. Il a été élu pour représenter le Creek (Muscogee) et le Seminole au Congrès des États confédérés du territoire indien et a servi comme officier dans l'armée des États Confédérés de l'Armée. La famille s'était enfuie du territoire indien à Sulphur Springs pendant la Guerre Civile Américaine.  Ils sont ensuite retournés chez eux à Okmulgee, Territoire Indien, où Samuel Callahan a développé une grande ferme et un ranch de bétail.
Sophia Alice Callahan est partie à l'Est pour une partie de son éducation. Après avoir étudié pendant près d'un an au Wesleyan Female Institute à Staunton, en Virginie, elle est diplômée en grammaire, arithmétique, physique, géographie et histoire. Par la suite, elle a enseigné dans plusieurs pensionnats de la Creek Nation du Territoire Indien. Elle travaillait à la Wealaka Mission School en 1892-3, où son père était le surintendant. Vers la fin de 1893, elle a déménagé à l'Institut international Harrell, parrainé par les méthodistes, à Muskogee. Elle a également publié des articles dans le journal de l'école, Our Brother in Red.
Devenue membre de la women's Christian Temperance Union  à Muskogee, Callahan a exploré ce mouvement social et d'autres mouvements sociaux dans son roman, Wynema, a Child of the Forest (1891).
Callahan a travaillé pour la dernière fois pour la Conférence indienne des missions de l'Église méthodiste épiscopale du Sud. Elle était retournée à Staunton, en Virginie, pour obtenir un diplôme universitaire afin d'ouvrir sa propre école dans la Nation Creek. Elle a contracté une pleurésie et meurt en janvier 1894 à l'âge de vingt-six ans.

## Roman
(juin 2018).
À la fin du XXe siècle, le roman de Callahan Wynema, Child of the Forest (1891) a été redécouvert; elle l'avait publié à l'âge de vingt-trois ans. Il fut réédité en 1997.